# مدرة مشرقية
مدرة مشرقية (الاسم العلمي:Galega orientalis) هي نوع نباتي يتبع جنس المدرة من فصيلة البقولية.